# Sitzendorf an der Schmida
Sitzendorf an der Schmida è un comune austriaco di 2 148 abitanti nel distretto di Hollabrunn, in Bassa Austria; ha lo status di comune mercato (Marktgemeinde).